# Pan Tadeusz (poemat Juliusza Słowackiego)
Pan Tadeusz – zachowany we fragmentach poemat Juliusza Słowackiego, będący próbą przeinterpretowania poematu Pan Tadeusz (1834) Adama Mickiewicza.
Według wydawców Juliusz Słowacki napisał ten utwór w roku 1847, równolegle z IV rapsodem Króla-Ducha. Ogłoszony został po raz pierwszy – nie w całości – w poznańskiej „Warcie” 1881 w numerze 335, a następnie przedrukowywany w innych czasopismach i wydaniach zbiorowych. Znane są cztery fragmenty utworu, będące wedle niektórych literaturoznawców (np. Juliusza Kleinera) urywkami planowanej większej całości. Dzieło Słowackiego stanowi kontynuację epopei Mickiewicza. Jego akcja dzieje się zimą 1813, kiedy to do Soplicowa przybywa Napoleon Bonaparte.